# Zelenoborski
Zelenoborski (en russe : Зеленоборский) est une commune urbaine de l'oblast de Mourmansk, en Russie. Sa population s'élevait à 5 467 habitants en 2019.

## Géographie
Zelenoborski est située à l'extrême nord-ouest de la Russie, dans la péninsule de Kola, au bord de la mer Blanche, au bord de l'embouchure de la Kniajaïa, dans le golfe de Kandalakcha. Une partie de la localité est baignée par la Kniajaïa. Elle se trouve à 34 km au sud de Kandalakcha, à 235 km au sud de Mourmansk et à 1 266 km au nord de Moscou.
Les environs de Zelenoborski sont riches de ressources naturelles. Le réservoir de Kniajegouba (ou lac Kniajegoubskoïe) est riche de brochets, de corégones, de perches et de truites. Près de l'embouchure, on trouve des plies, des harengs, des saumons et des morues. Les côtes abritent l'otarie à fourrure et le phoque. Une grande variété d'oiseaux nichent et se reproduisent sur les côtes sablonneuses.
Dans les forêts avoisinantes, l'on trouve des buissons de mûres des marais, de myrtilles et de canneberges et toutes sortes de champignons.

## Administration
Zelenoborski dépend administrativement du raïon de Kandalakcha, division administrative de l'oblast de Mourmansk. C'est le centre administratif du territoire urbain du même nom.

## Histoire
Zelenoborski a été fondé en 1951 dans le cadre de la construction de la centrale hydroélectrique Kniajegoubskaïa (« de l'embouchure de la Kniajaïa »). La localité obtient le statut de commune urbaine l'année suivante. Une grande scierie et menuiserie est construite en 1960.

## Population
Recensements (*) ou estimations de la population
| 1959* | 1970*  | 1979*  | 1989* | 2002* | 2006  | 2010* |
| ----- | ------ | ------ | ----- | ----- | ----- | ----- |
| 9 000 | 10 224 | 10 122 | 9 643 | 7 640 | 7 165 | 6 560 |

| 2013  | 2014  | 2015  | 2016  | 2017  | 2018  | 2019  |
| ----- | ----- | ----- | ----- | ----- | ----- | ----- |
| 6 189 | 6 034 | 5 939 | 5 846 | 5 747 | 5 575 | 5 467 |

## Transports
Par la route fédérale « Kola » M18/R21 - E105, Zelenoborski se trouve à 287 km de Mourmansk et à 1 058 km de Saint-Pétersbourg. Elle est également desservie par la ligne de chemin de fer Saint-Pétersbourg-Mourmansk.

## Culte
Zelenoborski dispose d'un lieu de culte en ville, l'église Saint-Georges, et pour les prisonniers de la prison ФКУ ИК-20, la chapelle Sainte-Élisabeth-Fiodorovna. Elles dépendent de l'éparchie de Mourmansk.